# ほっぺにチューボー!
『ほっぺにチューボー！』は、夏川涼香原作、おおうちえいこ作画の漫画作品。「なかよし」（講談社）に2002年4月号から2003年10月号まで連載された。

## 概要
主人公の矢吹美味（やぶき みみ、通称ヤミー）はレストランの娘だが、料理は下手。
夢はあこがれの剛においしい手料理を食べてもらうこと。
しかし、服辻料理学園のひとり娘・まいも剛のことが好き・・・といった内容。
恋物語に料理の情報をからめて仕上げられた作品。

## 登場人物
矢吹美味（やぶき みみ）
本作の主人公。通称「ヤミー」。物語開始時点で11歳の小学5年生。小さなレストラン「アンブラッセ」の一人娘だが、料理は下手。家族構成は父とヤミーの二人暮らしで、母は既に他界している。幼馴染の剛に想いを寄せているが、ライバル達の料理対決を些細な事で受ける事になり、母の形見のエプロンから現れた妖精ホッペと共に料理をすることになる。
性格は泣き虫で、思ったことをすぐ口に出したり、時には自分勝手な行動をして怒られたりと、精神的には大きく成長していない場面があった。しかし、最終的には己の弱さを劇中で反省し、最終回で剛と両想いになっている。
ホッペ
亡き母の形見であるエプロンに住み着いている妖精。ウサギに似たような外見が特徴。ヤミーだけでは無く、亡き母の事も知っている。本人曰く「エプロンをつけている人にしか見えない」との事で、剛等の人物に正体を知られることはない。大抵はヤミーが泣いている時に姿を現す事が多い。語尾に「-ヤム」と付く。
天高剛（てんたか つよし）
ヤミーの幼馴染で、ヤミーが好意を抱いているサッカー好きな短髪の少年。彼の容姿端麗さは女子の人目を引いてしまうほどである。家族構成は不明だが、一人っ子。両親は既に別居している。少々ぶっきらぼうな性格で、それが災いしてヤミーと喧嘩になる事もあるが、根は心優しい。後にイギリスに留学することになる。
服辻まい（ふくつじ-）
服辻料理学園の一人娘。剛に想いを寄せている。従ってヤミーを一方的にライバル視する高飛車でワガママなお嬢様。1巻では行く先々でヤミーに料理対決を強要していたが、最終回では彼女と協力する。
ミッシェル
剛が日本に帰還した頃にやってきた美少年で、セシルの双子の兄。ヤミーに想いを寄せている。
セシル
剛が日本に帰還した頃にやって来た美少女で、ミッシェルの双子の妹。剛に想いを寄せており、2巻ではヤミーに料理対決を強要していたが、最終回では彼女と協力する。
シュー
セシルのエプロンに住む妖精。外見はホッペにほぼ類似しているが、性別と語尾が異なる。
風間 一青（かざま いっせい）
剛と同様、女の子に好かれる美少年で、作った料理で女の子を魅了する事も出来る。剛に想いを寄せており、裏でヤミーのことを毛嫌いするが、終盤で彼女に協力する。